# سیارک ۸۹۰۷
سیارک ۸۹۰۷ (به انگلیسی: 8907 Takaji، نامگذاری:1995WM5) هشت هزار و نهصد و هفتمین سیارک کشف شده‌است که در ۲۴ نوامبر ۱۹۹۵ کشف شد.
قدر مطلق سیارک برابر ۳۲.۳ است.